# ایستگاه قطار شهری پایانه امام رضا
ایستگاه قطار شهری پایانه امام رضا یکی از ایستگاه‌های خط ۳ قطار شهری مشهد است که در پایانه مسافربری امام رضا قرار دارد و در ۱۹ اردیبهشت سال ۱۴۰۴ افتتاح شده‌است. از این ایستگاه ۲ خط اتوبوسرانی مشهد و حومه می‌گذرد.
در حال حاضر (خرداد ۱۴۰۴)، به‌دلیل تقاضای پایین سفر در این ایستگاه به‌نسبت دو ایستگاه فعال دیگر این خط، سرفاصله حرکت‌ قطار در این ایستگاه ۳۰ دقیقه است.